# Калыбекова, Аселхан Алишеровна
Асельхан Алишеровна Калыбекова (22 апреля 1950, Отрарский район, Южно-Казахстанская область, Казахская ССР — 5 июля 2021; Шаульдер, Туркестанская область) — казахская поэтесса, импровизатор. Народный акын Казахской ССР (1990), лауреат Международной литературной премии имени Жамбыла (1989). Кавалер орденов «Парасат» (2005) и «Достык» 2 степени (2019).

## Биография
Происходит из рода кулшыгаш племени конырат. Асельхан Калыбекова родилась в Отрарском районе Южно-Казахстанской области.
В 1966 году окончила среднюю школу имени М. Ауэзова. Работала в районном отделе культуры, в редакции районной газеты.
С 1981 по 1982 годы начинает принимать участие в конкурсах-айтысах между акынами-импровизаторами.
В период с 1981 по 1984 гг. занимает призовые места в районных, областных, республиканских айтысах
Калыбекова Асельхан участвовала в составе жюри в различных конкурсах, принимала участие в фестивалях, концертах, творческих встречах. Была руководителем школы акынов Южно-Казахстанской области.
Автор книг: «Цветы Кызылкума» (1989) — сборник стихов и айтысов, «Небо Отрара» (1994) — стихи и песни, «Алладан пәрмен сұраған» (2000) и «Басыңды тікпей бақ қайда?!» (2002) — сборники стихотворений, «Сырттап кеткен тамырлар» (2004) — историческая художественная поэма, «Әселхан әлемі» (2008) — автобиографическое произведение, «Жыр — шапағат» (2008) и др.

## Награды и звания
- 1989 — Лауреат премии им. Джамбула Союза писателей Казахской ССР (№1);
- 1990 (29 апреля) — Народный акын Казахской ССР;
- 2001 — Медаль «10 лет независимости Республики Казахстан»;
- 2005 — Орден Парасат[2];
- 2005 — Медаль «10 лет Конституции Республики Казахстан»;
- 2015 — Медаль «20 лет Конституции Республики Казахстан»;
- 2016 — специальные призы акима ЮКО[3];
- 2018 — Медаль «20 лет Астане»;
- 2019 (29 ноября) — Орден Достык 2 степени[4];
- 2019 (1 декабря) — Нагрудный знак «Отличник культуры»[5];
- Почётный гражданин Туркестанской области и Отрарского района;